# توینهولم
توینهولم (به انگلیسی: Twynholm) یک روستا در بریتانیا است که در دامفریس و گالووی واقع شده است. توینهولم ۱۱۹ نفر جمعیت دارد.